# Masako Hayashi
Masako Hayashi (1928-2001) est une architecte japonaise. Elle est la première femme à remporter le prix de l'Institut d'architecture du Japon. Elle conçoit principalement des bâtiments résidentiels pour des environnements à l'espace limité, en utilisant des matériaux de construction innovants et un design épuré. Elle est mariée au conseiller d'affaires Shoji Hayashi.

## Récompenses notables
- American Institute of Architects Honorary Fellowship
- Prix de l'Institut d'architecture du Japon

## Réalisations notables
- Seashell Gallery dans Shikoku, Japon[2].